# Suovetaurília
A suovetaurília era um dos rituais mais tradicionais e sagrados da mitologia romana. Consistia no sacrifício de um porco (sus), de um carneiro (ovis) e de um boi (taurus) em homenagem ao deus Marte para abençoar e purificar a terra.